# Сказание о Борисе и Глебе
«Сказание о Борисе и Глебе» — памятник древнерусской литературы, посвящённый истории убийства сыновей князя Владимира Крестителя, Бориса и Глеба, позднее канонизированных в лике страстотерпцев.
Сказание написано в середине XI века в последние годы княжения Ярослава Мудрого. Позднее Сказание дополнилось описанием чудес святых («Сказание о чудесах»), созданным в 1089—1115 годы последовательно тремя авторами. В таком виде текст содержится в древнейшем из известных списков в составе Успенского сборника конца XII — начала XIII веков. Всего «Сказание о Борисе и Глебе» сохранилось более чем в 170 списках.
Автором Сказания на основании изысканий митрополита Макария и М. П. Погодина считали Иакова Черноризца. Существует иная версия происхождения Сказания. В 1080-е годы Нестором Летописцем было составлено «Чтение о Борисе и Глебе». На основе Чтения и летописи был написан после 1115 года текст Сказания, изначально включавший в себя рассказы о чудесах.

## Содержание
По Сказанию после смерти великого князя Владимира власть в Киеве захватил его пасынок, князь Святополк. Опасаясь претендентов на престол — многочисленных родных детей великого князя, Святополк прежде всего подослал убийц к самым старшим из них — Борису и Глебу.
Не желая междоусобицы, Борис признал верховную власть Святополка и распустил свою дружину со словами: «Не подниму руку на брата своего старшего: если и отец у меня умер, то пусть этот будет мне вместо отца». Но присланные Святополком убийцы — вышегородцы, вошли к молящемуся в шатре Борису и закололи его копьями.
Посланец от Ярослава передаёт Глебу весть о кончине отца и убийстве брата Бориса. Сестра Предслава предупреждает Ярослава, что Святополк собирается устранить и его. Святополк отправил гонца к брату Глебу с ложным известием, что его отец князь Владимир болен и желает видеть Глеба. Когда Глеб, опечаленный скорбью, плыл по реке в ладье, его настигли посланные Святополком убийцы. Глеб, осознав предательство брата Святополка, промолвил смиренным голосом: «Раз уже начали, приступивши, свершите то, на что посланы». Главарь разбойников Горясер отдал приказ Торчину, повару Глеба, который зарезал своего господина ножом.

## Экранизация
По мотивам «Сказания о Борисе и Глебе» в 2011 году Артёмом Лукичёвым снят мультипликационный фильм «Братья».